# Les Éduts
Les Éduts település Franciaországban, Charente-Maritime megyében. Lakosainak száma 58 fő (2022. január 1.). Les Éduts Néré, Romazières, Saleignes és Vinax községekkel határos.

## Népesség
A település népességének változása:
| Lakosok száma | 83   | 81   | 82   | 66   | 67   | 67   | 62   | 59   | 60   | 58   |
|               | 1968 | 1982 | 1990 | 2006 | 2013 | 2015 | 2017 | 2019 | 2020 | 2022 |